# Jenny Kint-Couperus
Jenny Kint-Couperus  (Bolsward, 15 mei 1897 - Rijssen, 29 november 1985) was een Nederlands schrijfster en muzieklerares.
Ze werd als Jansje Couperus geboren binnen het gezin van slager (bij haar geboorte) en latere schrijver bij de Rijksverzekeringsbank (bij haar huwelijk) Jelle Couperus en Japke Brandenburg. De zanger Otto Couperus was haar in Amsterdam geboren jongere broer. Zij was in 1921 getrouwd met de altist en componist Cor Kint, die in 1944 overleed. Het echtpaar Kint was bevriend bij de familie Schönfeld-Wichers, waaronder Belcampo. Jenny hertrouwde in 1975 met de jurist/kantonrechter Greebe.
In de jaren dertig en veertig verscheen van haar een aantal verhalen (courantvertellingen) in het Algemeen Handelsblad en De Telegraaf/Nieuws van den dag. Zij schreef ook het boek Het huis in het Vinkenbos (1960) voor meisjes tot 12 jaar.
Zij gaf vanaf de dood van haar eerste man echter ook enige tijd muzieklessen voor piano, viool, zang, declamatie en methodisch spreken.
- Nederlandse Thesaurus van Auteursnamen: 072710071
- Virtual International Authority File: 284701515